# Otto Spaniol
Otto Spaniol (* 11. April 1945 in Otzenhausen; † 10. Dezember 2023 in Aachen) war ein deutscher Informatiker und Hochschullehrer.

## Leben
Spaniol studierte bis 1971 Mathematik und Physik an der Universität des Saarlandes und beendete das Studium mit einer Promotion bei Johannes Dörr zum Dr. rer. nat. Er übernahm zunächst einen Lehrauftrag der Universität des Saarlandes als Assistenzprofessor, wechselte jedoch 1976 an die Universität Bonn, wo er bis 1981 lehrte. 1981 folgte er einem Ruf der Universität in Frankfurt / Main auf den Lehrstuhl Operating Systems und wurde 1984 als C4-Professor nach Aachen, auf den Lehrstuhl Communication and Distributed Systems der RWTH berufen. Ab dem 1. August 2010 wurde Spaniol emeritiert, den Lehrstuhl übernahm Klaus Wehrle.
Spaniol war der Herausgeber einer Fachzeitschrift für den Einsatz von Informationssystemen, PIK – Praxis der Informationsverarbeitung und Kommunikation, die viermal jährlich im De Gruyter Verlag erscheint.

## Trivia
Unter dem Pseudonym Alois Potton veröffentlichte Spaniol das Buch Abgründe der Informatik: Geheimnisse und Gemeinheiten.

„Sein respektloser Stil trug Otto Spaniol – auch wenn er sich zunächst hinter Alois Potton verbergen konnte – einen Ruf ein, den der Emeritus nun angenommen hat ... Es war das Privileg des Narren, den über Kritik scheinbar Erhabenen die Leviten zu lesen.“

Spaniol nahm wiederholt an Science-Slams im Rahmen der RWTH-Wissenschaftsnacht „5 vor 12“ teil, unter anderem 2013 mit dem Beitrag Milch ohne Kuh und 2018 mit Fake News everywhere!.

## Auszeichnungen (Auswahl)
- 1994: IFIP Silver Core Award (1994)
- 1997: Marin Drinov Medaille der Bulgarische Akademie der Wissenschaften[5]
- 2006: Ehrendoktorwürde der Bulgarische Akademie der Wissenschaften[6]
- 2008: Fellow der Gesellschaft für Informatik[7]
- 2010: Ehrenvorsitzender der GI-Fachgruppe Kommunikation und Verteilte Systeme[8]